# Berkleasmium concinnum
Berkleasmium concinnum är en svampart som först beskrevs av Miles Joseph Berkeley, och fick sitt nu gällande namn av S. Hughes 1958. Berkleasmium concinnum ingår i släktet Berkleasmium, ordningen Pleosporales, klassen Dothideomycetes, divisionen sporsäcksvampar och riket svampar.   Inga underarter finns listade i Catalogue of Life.